# Cathal Gaffney
Cathal Gaffney (* 29. August 1970 in Dublin, Irland) ist ein irischer Regisseur und Filmproduzent.

## Leben
Gaffney studierte Animation am Ballyfermot Senior College (heute Ballyfermot College of Further Education), beendete das Studium jedoch nicht. Im Jahr 1994 gründete er in Dublin mit seinem ehemaligen Kommilitonen Darragh O’Connell die Filmproduktionsfirma Brown Bag Films. Er ist als Produzent tätig und führte 2001 beim Kurzanimationsfilm Give Up Yer Aul Sins auch Regie. Der Film wurde 2002 für einen Oscar in der Kategorie Bester animierter Kurzfilm nominiert. Gaffneys zweite Regiearbeit wurde 2007 der Film Ding Dong Denny O’Reilly’s History of Ireland, dessen Drehbuch Gaffney zudem verfasste. Neben Animationsfilmen drehte Gaffney auch Werbefilme.
Gaffney ist Mitglied der British Academy of Film and Television Arts.

## Filmografie
- 1991: Animation
- 1993: Picassi Masterworks
- 1997: Aesop Fables (TV-Serie)
- 1998: Why (TV-Serie)
- 1998: Barstool
- 1999: Taxi
- 2001: Give Up Yer Aul Sins
- 2006: Crap Rap (TV-Serie)
- 2006: I’m an Animal (TV-Serie)
- 2007: Ding Dong Denny O’Reilly’s History of Ireland
- 2007: Wobblyland (TV-Serie)
- 2009: Olivia (TV-Serie)
- 2009: Noddy in Toyland (TV-Serie)
- 2010: Die Oktonauten (The Octonauts) (TV-Serie)
- 2011–2012: Doc McStuffins (TV-Serie)

## Auszeichnungen
- 2001: Nationaler und internationaler Preis der Jury sowie Jameson Short Film Award, Cork International Film Festival, für Give Up Yer Aul Sins
- 2002: Oscarnominierung, Bester animierter Kurzfilm, für Give Up Yer Aul Sins